# Bruchwände und Muschelfelsen Coschütz
Als Bruchwände und Muschelfelsen Coschütz benannt ist ein 0,6 Hektar großes geologisches Naturdenkmal (ND 20) am Plauenschen Grund im Süden der sächsischen Landeshauptstadt Dresden. Es befindet sich im nördlichen Teil der Gemarkung des Stadtteils Coschütz östlich der Heidenschanze bei Dresden.

## Lage

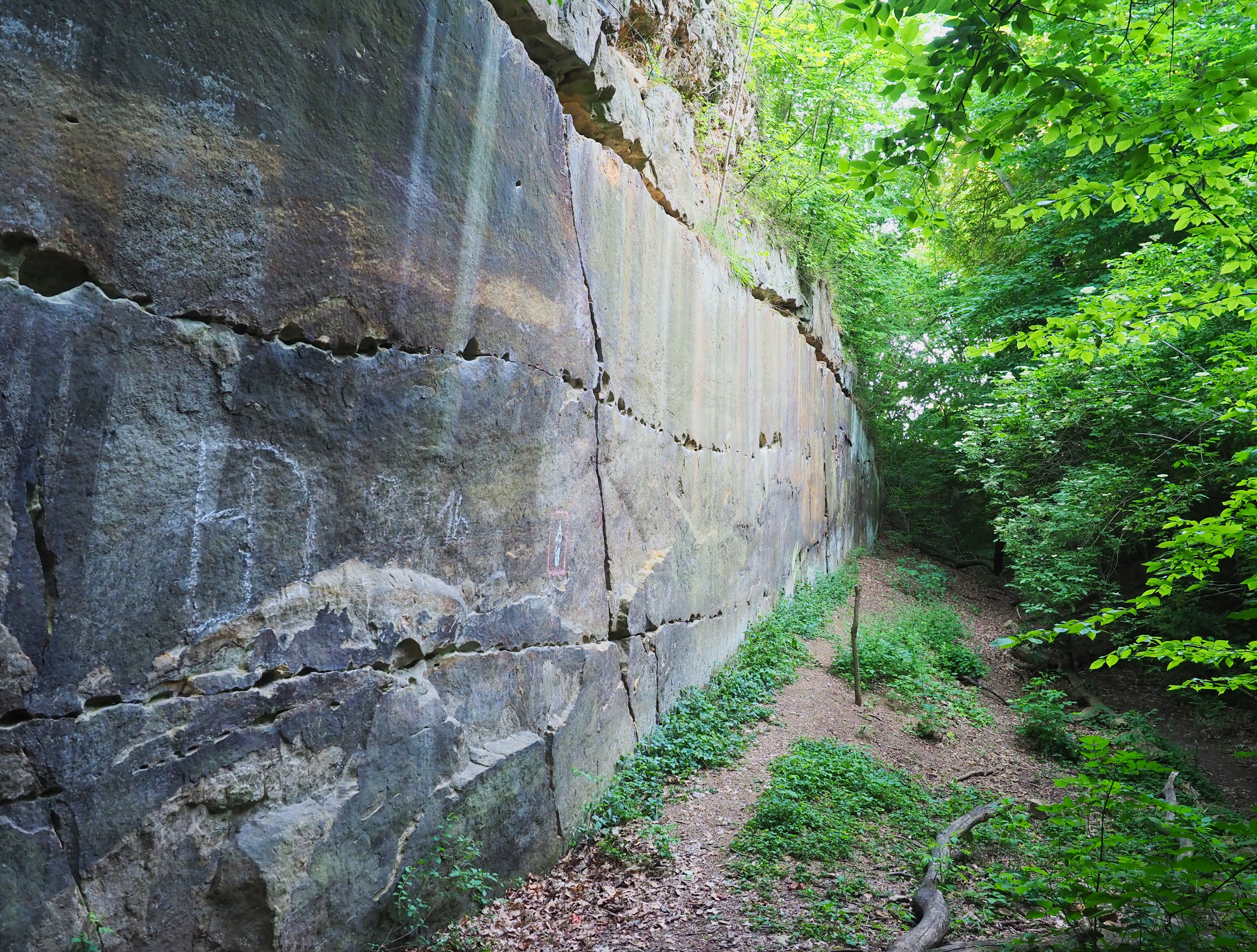
Bruchwände im Naturdenkmal

Etwa 150 Meter westlich des Naturdenkmals Bruchwände und Muschelfelsen Coschütz befindet sich das Flächennaturdenkmal Felshänge Heidenschanze. Zwischen beiden Naturdenkmalen verläuft die Bundesautobahn 17 unterirdisch durch den Coschützer Tunnel. Teile beider Naturdenkmale liegen im FFH-Gebiet Täler von Vereinigter und Wilder Weißeritz.

## Geschichte
Bei Coschütz, Plauen und Dölzschen ist in früheren Jahrhunderten in mehreren Steinbrüchen Gestein als Baumaterial abgebaut worden, so auch der cenomane Sandstein an dieser Stelle. Aufgrund vieler versteinerter Muscheln im Sandstein wurde dieser schon in der Mitte des 18. Jahrhunderts als Muschelstein bezeichnet. Es handelt sich um dickbankige Sandsteine der Oberhäslich-Formation aus dem unteren Obercenoman, die durch Konglomerate des oberen-obersten Obercenomans überlagert werden. Die Fossilienfunde zeugen von einer „reichen Flachwasserfauna aus Austern und anderen Muscheln, Schnecken, Serpeln, Korallen und Rudisten“, außerdem wurde der Belemnit Praeactinocamax plenus im höheren Teil der Konglomerate gefunden. In diesem Bereich liegen mindestens 500 Quadratmeter offener Fels.
Bis zum Zweiten Weltkrieg wurde ein Teil des Areals als Schießstand genutzt. Nachdem drei Jugendliche nach dem Krieg in einem verlassenen Gebäude gestorben sind, sind die restlichen Baulichkeiten beräumt worden.
Am 3. Januar 1985 fasste der Rat der Stadt Dresden einen Beschluss zur Unterschutzstellung von Naturdenkmalen. Darunter waren mit den Nummern 19 bis 23 fünf Geologische Naturdenkmale enthalten: Oltersteine, Bruchwände und Muschelfelsen Coschütz, Felskegel „Hoher Stein“, Plänermergelaufschluß Ziegeleigrube Torna und der Ehemalige Ratssteinbruch Dölzschen. Die angegebene Kurzcharakteristik nennt einen ehemaligen Steinbruch im cenomanen Unterquader sowie Muschelfelsen.
Die durch natürliche Erosion entstandenen Löcher in den Felsen wurden durch Boulderer ausgeweitet, auch ist die Vegetation vor dem Felsen verschwunden und der Boden durch Trittschäden verdichtet. Das Umweltamt der Landeshauptstadt Dresden hatte deshalb nachdrücklich darauf hingewiesen, dass das Klettern im Gebiet des Naturdenkmals verboten ist und Wege nicht verlassen werden dürfen.